# Саралеги, Марсело
Марсело Саралеги Аррегин (исп. Marcelo Saralegui Arregín; род. 18 мая 1971, Монтевидео) — уругвайский футболист, полузащитник. Выступал за сборную своей страны с 1992 по 1997 год. Обладатель Кубка Америки 1995 года в составе национальной сборной.

## Биография

### Игровая карьера
Саралеги начал профессиональную игровую карьеру в 1989 году в «Насьонале», а в 1992 году помог «трёхцветным» выиграть чемпионат Уругвая. Позже в том же году он перешёл в итальянский «Торино», но больших успехов не достиг. В 1994 году вернулся в Южную Америку.
Его первым клубом в Аргентине был «Расинг». Отыграв за «академию» один сезон, он присоединился к «Колону». С 1995 по 1999 год он провёл за «красно-чёрных» более 100 матчей.
В 1999 году Саралеги перешёл в «Индепендьенте» — в стан принципиального соперника «Расинга». Однако уже через год он вернулся в «Расинг».
В 2001 году Саралеги вернулся на родину, где снова стал играть за «Насьональ» и сразу же выиграл свой второй титул чемпиона Уругвая. В последние годы игровой карьеры Марсело играл за «Феникс» и «Уругвай Монтевидео».

### Международная карьера
Дебютировал за сборную в товарищеском матче против Австралии (победа со счётом 2:0) 21 июня 1992 года на «Сентенарио» в Монтевидео под руководством Луиса Кубильи. В составе сборной Уругвая в 1995 году стал обладателем Кубка Америки.

### Тренерская карьера
В 2004 году завершил игровую карьеру и сразу же возглавил в качестве тренера «Уругвай Монтевидео».
В 2006—2007 и 2010 годах работал с «Серрито». В 2014 году тренировал «Рамплу Хуниорс» и вывел её в Примеру.
В 2016 году впервые возглавил зарубежный клуб — аргентинский «Атлетико Колехиалес» (всего полтора месяца). В 2022—2023 годах работал с «Колоном» и покинул команду, когда она шла на последнем месте в лиге.